# Republic TV
Republic TV(共和電視)是一个印度免费右翼新闻频道，于2017年5月推出。它由阿纳布·戈斯瓦米和Rajeev Chandrasekhar於2017年共同創辦，不過后者于2019 年5月放弃了他的股份，因此阿纳布·戈斯瓦米成为該頻道大股东。 该频道被指偏袒印度人民党並多次報道假新闻和發表仇视伊斯兰教的言論  。

## 假新闻争议

### 中國政變新聞謠言
2022年9月25日，大量印度網民、政客和部分媒體人在社交網站Twitter散播虛假消息，指時任中共中央總書記習近平在烏茲別克出席上海合作組織會議回國後遭軟禁，北京市大量航班取消、列車停駛，路面上亦有大量軍車集結。但事實上，政變並無發生。明鏡駐中國記者乔治·法里昂（Georg Fahrion）隨即在推特發布貼文，於當天發布在天安門廣場、中南海、北京站等景點的照片，並附上諷刺性內容，嘲笑印度網民的虛假宣傳。Republic World信以為真，並於Youtube發布視頻新聞，並表示乔治·法里昂的照片為該電視台取得的“獨家照片”（Exclusive Pics）。最後電視台撤下相關報導，但該電視台的新聞水平亦備受質疑。